# ラフレシア目
ラフレシア目（Rafflesiales）は、被子植物の目である。クロンキスト体系ではバラ亜綱に属する。

## 分類

### APG植物分類体系
APG植物分類体系ではラフレシア目の名称は使わない。ヒドノラ科はコショウ目、ヤッコソウ科はツツジ目、ラフレシア科はキントラノオ目に含まれる。

### クロンキスト体系
クロンキスト体系ではバラ亜綱の中にあり、3科を含む。
- 被子植物門 Magnoliophyta
  - 双子葉植物綱 Magnoliopsida
    - バラ亜綱 Rosidae
      - ラフレシア目 Rafflesiales
        - ヒドノラ科 Hydnoraceae
        - ヤッコソウ科 Mitrastemonaceae
        - ラフレシア科 Rafflesiaceae

### 新エングラー体系
新エングラー体系ではラフレシア目の名称は使わない。ヒドノラ科とラフレシア科はウマノスズクサ目、ヤッコソウ科 はラフレシア科の一部とされた。